# Hauptstadtbeschluss
Hauptstadtbeschluss (tysk for hovedstadsbeslutning) er den populære betegnelse for den tyske Forbundsdags beslutning af 20. juni 1991 om at flytte sit sæde fra Bonn til Berlin.
Begrebet Hauptstadtbeschluss er dog misvisende, idet Berlin allerede året forinden atter var blevet Tysklands hovedstad ved genforeningen. Efter en kontroversiel debat, der varede over 10 timer, vedtog Forbundsdagen med 338 stemmer mod 320 beslutningsforslaget Vollendung der Einheit Deutschlands (Fuldbyrdelsen af Tysklands genforening).
Beslutningen betød, at Forbundskansleriet, Bundespresseamt, Udenrigsministeriet, Indenrigsministeriet, Finansministeriet, Justitsministeriet, Erhvervsministeriet, Arbejdsministeriet, Trafikministeriet og Familieministeriet blev flyttet til Berlin, dog stadig med kontorer i Bonn. Landbrugsministeriet, Forsvarsministeriet, Sundhedsministeriet, Miljøministeriet, Uddannelsesministeriet og Ministeriet for Erhvervssamarbejde og -udvikling forblev i Bonn, men fik dog også kontorer i Berlin.
Siden 1999 har parlament og regering haft sæde i Berlin.